# NGC 2590
NGC 2590 est une galaxie spirale située dans la constellation de l'Hydre. NGC 2590 a été découverte par l'astronome français Édouard Stephan en 1878. Cette galaxie a aussi été observée par l'astronome américain Lewis Swift le 3 février 1888 et elle a été inscrite à l'Index Catalogue sous la cote IC 507.

## Caractéristiques
Sa vitesse par rapport au fond diffus cosmologique est de 5 269 ± 20 km/s, ce qui correspond à une distance de Hubble de 77,7 ± 5,5 Mpc (∼253 millions d'al).
À ce jour, une dizaine de mesures non basées sur le décalage vers le rouge (redshift) donnent une distance de 61,780 ± 4,448 Mpc (∼202 millions d'al), ce qui est légèrement à l'extérieur des valeurs de la distance de Hubble. Notons que c'est avec la valeur moyenne des mesures indépendantes, lorsqu'elles existent, que la base de données NASA/IPAC calcule le diamètre d'une galaxie et qu'en conséquence le diamètre de NGC 2590 pourrait être d'environ 56,5 kpc (∼184 000 al) si on utilisait la distance de Hubble pour le calculer.
La classe de luminosité de NGC 2590 est II-III et elle présente une large raie HI. Elle renferme également des régions d'hydrogène ionisé.